# Armenisch-türkische Beziehungen
Die Beziehungen zwischen Armenien und der Türkei gelten aufgrund des Völkermords an den Armeniern als historisch belastet. Er wird von der türkischen Regierung geleugnet. Armenien erkennt die Grenze mit der Türkei, nach dem Vertrag von Kars (1921), bis heute nicht an, was einer Normalisierung der Beziehungen im Wege steht.
Ab dem Jahre 1923 verfolgte die Türkei aufgrund des Zerfalls des Osmanischen Reiches und der Gründung der Republik keine Ziele mehr im Kaukasus und Zentralasien. Die Kontakte blieben sehr beschränkt, es kam nur zu einem Besuch von Süleyman Demirel in Baku und Taschkent in den 1960er Jahren, an dem die Öffentlichkeit starke Teilnahme zeigte.
Obwohl die Türkei der erste Staat weltweit war, der 1991 die Unabhängigkeit Armeniens von der Sowjetunion anerkannte, und die formalen Beziehungen zwischen beiden Ländern sich zunächst positiv gestalteten, nahmen sie aufgrund der türkischen Unterstützung Aserbaidschans im Bergkarabachkonflikt sowie der armenischen Intervention im Konflikt Schaden. Die Türkei schloss 1993 aus Solidarität mit Aserbaidschan einseitig die 268 km lange Grenze zu Armenien, brach alle diplomatischen Beziehungen ab und verhängte eine Wirtschaftsblockade gegen Armenien, was sich auf die Wirtschaft Armeniens bis heute negativ auswirkt. Nach dem Zerfall der Sowjetunion ermutigten die USA die Türkei, im Kaukasus und in Zentralasien aktiv zu werden, um den iranischen Einfluss zu begrenzen. Dadurch bildeten sich zwei Achsen im Nahen Osten; Armenien und Iran sehen sich als eine Barriere gegen den türkischen Einfluss in der Region.
Gemäß einem von Lenin ausgehandelten Vertrag soll Armeniens Grenze zur Türkei bis 2044 von den Russen bewacht werden.
Zwar bestehen derzeit keine formalen diplomatischen Beziehungen zwischen den beiden Staaten, gleichwohl wurde am 10. Oktober 2009 angekündigt, dass beide Staaten sich auf eine gegenseitige diplomatische Anerkennung geeinigt hätten. Allerdings verzögerten sich die unter Vermittlung der Schweiz vorangebrachten Normalisierungsbemühungen – vor allem aufgrund des ungelösten Bergkarabachkonflikts zwischen Armenien und Aserbaidschan. Aserbaidschan übte massiven Druck auf die Türkei aus, vor allem wirtschaftlichen (Aserbaidschan besitzt große Erdölquellen im Kaspischen Meer), damit die Türkei keinerlei Einigungen mit Armenien erzielt.
Die Türkei erkannte den Staat Armenien kurz nach seiner Unabhängigkeit 1991 an, jedoch scheiterten beide Staaten am Aufrechterhalten diplomatischer Beziehungen. 1992 geriet Ministerpräsident Süleyman Demirel unter enormen türkischen öffentlichen Druck, in den Bergkarabachkrieg zugunsten Aserbaidschans einzugreifen und in Armenien einzumarschieren. 1993 entsandte Ministerpräsidentin Tansu Çiller tausende türkische Soldaten an die armenische Grenze, ein Handelsembargo gegen Armenien wurde verhängt. Ob Waffen an Aserbaidschan geliefert wurden wie von Armenien behauptet ist umstritten, sofern Waffen geliefert wurden, waren es nur kleine Mengen. Die Gründe für die türkische Zurückhaltung sind verschieden. Der in der Türkei damals dominierende Ideologie des Kemalismus erlaubte Interventionen im Ausland nur für den Fall, dass die Türkei direkt bedroht ist. Deshalb war es unklar, ob es innerhalb der Türkei für einen Militäreinsatz im Kaukasus genug Unterstützung gegeben hätte. Das Risiko, auch Russland und den Iran in den Konflikt hineinzuziehen, war groß; Russland gab konkrete Drohungen von sich. Der armenische Einfluss auf die Politik in den USA und Europa hätte die EU-Beitrittspläne der Türkei gefährden oder zu Maßnahmen der USA gegen die Türkei führen können; die Türkei fürchtete auch eine Eskalation ähnlich dem Zypernkonflikt. Nicht zuletzt war das türkische Militär im eigenen Land mit Aktionen gegen die Kurden beschäftigt und nach dem Völkermord an den Armeniern ab 1915 wollte man nicht einen weiteren Feldzug gegen Armenien unternehmen.

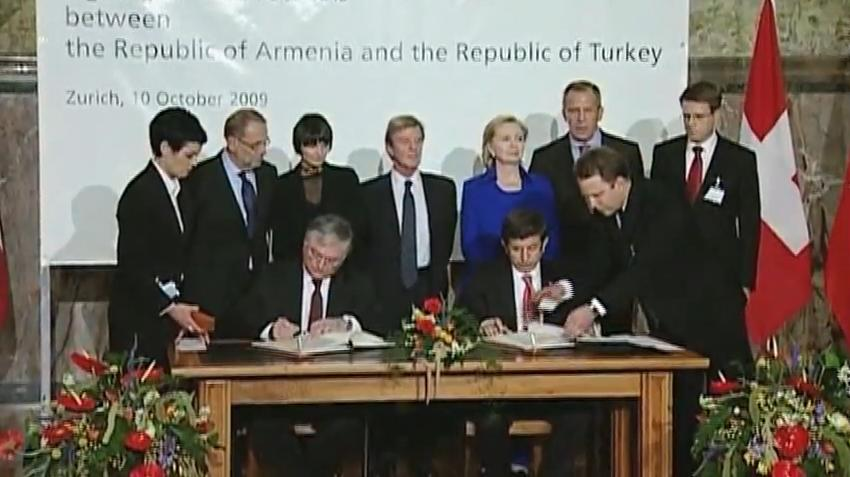
Die Außenminister Nalbandjan und Davutoğlu unterschreiben in Zürich die Vereinbarung zur Aufnahme diplomatischer Beziehungen (2009)

Aus Protest gegen die Ermordung des ethnisch armenischen Journalisten Hrant Dink 2007 durch den türkischen Nationalreligiösen Ogün Samast demonstrierten Tausende türkische Bürger im ganzen Land. Das diplomatische Tauwetter brachte Präsident Abdullah Gül dazu, als erster türkischer Führer Armenien zu besuchen, sowie die Ankündigung einer vorläufigen Roadmap zur Normalisierung des diplomatischen Verhältnisses. Allerdings war diese Entspannungsphase aufgrund des Drucks seitens Aserbaidschans sowie der armenischen Diaspora nur kurzlebig. Im Jahre 2010 verweigerte der türkische Präsident Erdoğan die Ratifizierung der Vereinbarung, solange Armenien sich nicht aus Bergkarabach zurückzieht. Die Grenze blieb geschlossen. Am 11. Februar 2023 passierten armenische Lkw mit 100 Tonnen Hilfsgütern die Grenze zur Türkei über die Margara-Brücke, um den Opfern der schweren Erdbeben in der Türkei Unterstützung zu leisten. Armenien gehörte zu den ersten Ländern, die Such- und Rettungsteams in die betroffenen Gebiete der Türkei und Syriens entsandten. Die vorübergehende Öffnung der seit Jahrzehnten geschlossenen Grenze zu humanitären Zwecken wurde von Garo Paylan, einem türkischen Oppositionspolitiker mit armenischen Wurzeln, als bedeutender und moralisch richtiger Schritt gewürdigt. Er äußerte die Hoffnung, dass dieser Schritt möglicherweise den Weg für eine dauerhafte Grenzöffnung ebnen könnte. Am 3. Juni 2023 besuchte der armenische Premierminister Paschinjan Ankara, um an der dritten Amtseinführung von Recep Tayyip Erdoğan teilzunehmen, es war der erste Besuch eines armenischen Staatschefs seit einem Jahrzehnt. Am 24. September 2024 traf sich der armenische Premierminister Nikol Pashinjan und der türkische Präsident Recep Tayyip Erdoğan in New York im Rahmen der 79. Sitzung der UN-Generalversammlung. Die Gesprächspartner gingen ausführlich auf die bereits unternommenen Schritte und die bestehenden Vereinbarungen im Rahmen des Normalisierungsprozesses der armenisch-türkischen Beziehungen ein.